# Armavir (Armènia)
Armavir és una ciutat situada a l'oest d'Armènia que serveix com a centre administratiu de la província d'Armavir. Va ser fundada l'any 1931 pel govern de la República Socialista Soviètica Armènia. Segons el cens de 2011, la població de la ciutat era de 29.319, per sota dels 46.900 de 1989. L'estimació oficial de 2023 era de 65.515 habitants.
La ciutat era coneguda com a Sardarapat abans de 1935, i com a Hoktemberyan de 1935 a 1995. Actualment, Armavir és la seu de la diòcesi d'Armavir de l'Església Apostòlica Armènia.
Fundada el 1931 com a Sardarapat, la ciutat va ser coneguda com Hoktemberyan (que significa «ciutat d'octubre») entre 1935 i 1995, batejada en honor de Revolució d'Octubre de 1917. El 1992, el govern de l'Armènia independent va anomenar la ciutat Armavir, en honor de l'antiga ciutat propera d'Armavir, que va ser fundada al segle VIII aC pel rei Argisti I, i es va convertir en la capital del Regne d'Armènia sota la dinastia Oròntida el 331 aC.

## Història
La zona de l'antiga Armavir ha estat habitada des del VI mil·lenni aC. D'aquella època s'han trobat diversos instruments d'obsidiana, objectes de bronze i ceràmica. Els comptes armenis sostenien que la ciutat va ser fundada pel rei Aramais, net de Haik, cap a 1980 aC.
Durant la primera meitat del segle VIII aC, el rei Argisti I d'Urartu va construir una fortalesa a la zona i la va anomenar Argištiḫinili. L'any 331 aC, quan Armènia sota la dinastia Oròntida va afirmar la seva independència de l'Imperi Aquemènida, Armavir va ser escollida com a capital d'Armènia. S'han trobat lloses d'argila del període aquemènida escrites en llengua elamita sobre episodis de l'èpica de Guilgameix. S'han trobat diverses inscripcions en grec koiné tallades al voltant del segle III aC, incloent poesia d'Hesíode, versos d'Eurípides, una llista de mesos macedonis i noms dels reis Oròntides.
Segons l'historiador armeni del segle V Moisès de Khorèn, Armavir va ser la primera capital del Regne d'Armènia (tot i que, des del punt de vista geogràfic, la primera capital d'Armènia va ser Van). La història de Moisès de Khorèn conserva una tradició que, quan el rei Valarsace el Part es va establir a Armavir (ca. 149 aC), hi va construir un temple i va demanar al príncep aspet («cavaller») Simbaci de la dinastia Bagratuní que abandonés la seva religió i adorés els ídols. Però Simbaci es va negar a complir. Moisès de Khorèn també relata que quan el rei Tigranes II (a qui col·loca al tron entre el 90 i el 36 aC), per a venjar-se de la reina Cleòpatra d'Egipte, va enviar una expedició a Palestina, va portar un gran nombre de jueus en captivitat i els va establir a Armavir i a Vardges. Moisès continua afirmant que els jueus posteriors van ser traslladats d'Armavir a Yerevandashat, i sota el rei Artaxes I, van ser traslladats de nou a la nova capital Artàxata. Quan el rei Sapor II de Pèrsia va envair Armènia (360–370), va allunyar d'Artàxata 30.000 famílies armènies i 9.000 jueves, aquestes darreres portades pel rei Tigranes des de Judea, i després va destruir completament la ciutat.
L'any 591 durant el regnat de l'emperador Maurici, Armavir (llavors anomenada Armaouira) i bona part d'Armènia van passar sota administració romana després que els romans derrotessin l'Imperi Sassànida a la batalla del Balàrat.
Durant l'antiguitat, Armavir va ser presa pels selèucides, els parts, l'Imperi Romà, els sassànides i l'Imperi Romà d'Orient abans que fos presa pels àrabs el 645. Per decisió del govern soviètic, l'assentament d'Armavir es va fundar com a Sardarabat el 26 de juliol de 1931, només 8 km al nord de l'antiga ciutat d'Armavir, per a convertir-se en el centre regional del raió Hoktemberyan creat a principis de 1930 (conegut com a raió de Ghurdughuli fins a 1935). Va ser fundada originàriament com una estació de ferrocarril que connectava Erevan amb Leninakan (Gyumri). El primer gran pla urbà de la ciutat va ser introduït per l'arquitecte Alexander Tamanian.
El 1935, el nom de l'assentament es va canviar de Sardarabat a Hoktemberyan en honor a la Revolució d'Octubre de 1917. Al principi, va ser la llar de famílies armènies que van emigrar de Djavakheti, Xirak i Siunia. Durant la dècada de 1940, molts yazidites i kurds dels pobles propers també es van establir a Hoktemberyan. Amb el ràpid desenvolupament de l'assentament com a centre industrial, Hoktemberyan va rebre l'estatus de ciutat el 1947.
La població de la ciutat va augmentar encara més als anys 1950 i 1960 amb l'arribada de famílies armènies repatriades de l'Iran, Síria i el Líban. El 1966, es va obrir la sucursal Armavir de l'Erevan Brandy Company. El 1967, Hokberyan es va convertir en una ciutat de subordinació republicana. Després de la independència d'Armènia el 1991, Hoktemberyan va ser rebatejada com a Armavir el 7 de novembre de 1995, per a convertir-se en el centre provincial de la recentment formada província d'Armènia, segons les reformes administratives d'Armènia de 1995.

## Geografia
L'actual Armavir ocupa una superfície de 8,51 km 2 dins la fèrtil plana de l'Ararat, a una distància de carretera de 47 km a l'oest de la capital Erevan.
El territori al voltant d'Armèvir és una de les regions més importants de l'antiga Armènia. El poble està construït 6 km al nord-est de l'antiga ciutat d'Argistikhinili i 8 km al nord de l'històric Armavir. La regió es correspon amb el cantó d' Aragatsotn de l' antic Regne armeni.
La ciutat està envoltada de molts pobles grans com Sardarapat, Norapat, Mrgashat, Maysisyan i Noravan.

## Clima
Armavir té un clima fred semiàrid ( classificació climàtica de Köppen BSk ), amb hiverns freds i estius calorosos.

## Demografia

Catedral de Sant Gregori de Narek

Des de la seva fundació el 1931, la ciutat va ser poblada originàriament per armenis de Javakheti, Shirak i Zangezur. Més tard, yazidis, kurds i assiris dels pobles propers també s'han establert a Armavir. Molts armenis de l'Iran, Síria i Líban van ser reassentats a Armavir durant les dècades de 1950 i 1960, com a part del procés de repatriació armeni.
La població de la ciutat va assolir el seu màxim amb uns 47.000 durant els últims anys de la Unió Soviètica. Després de la independència d'Armènia i la crisi econòmica resultant, ha disminuït dràsticament, mostrant 32.034 al cens del 2001, 29.319 al cens del 2011 i al voltant de 28.900 segons l'estimació oficial del 2016.
L'església de Sant Gregori de Narek de la ciutat es va inaugurar el 30 de maig de 2014 i porta el nom de Sant Gregori de Narek. Des de la seva consagració el 2014, l'església es va convertir en la seu de la Diòcesi d'Armavir de l'Església Apostòlica Armènia.
L'atenció sanitària de la població està atesa pel Centre Mèdic Armavir, amb una capacitat de 280 llits.

## Cultura
El territori de l'actual Armavir està envoltat de molts jaciments arqueològics que es consideren els principals centres de l'antiga civilització armènia, inclosos els propers assentaments de Metsamor, l'antic Armavir i l'antic Argištiḫinili.
Actualment, Armavir és servit per un centre cultural, comunament conegut com el Club Roig . També acull una escola de música, una escola d'arts, cinc biblioteques públiques i un grup teatral. Hi ha un jardí zoològic/botànic privat als voltants del nord-est de la ciutat.
L'any 2016, la vila va celebrar el 85è aniversari de la seva fundació, amb la presència de delegats de les ciutats russes d'Armavir i Shakhty.

## Transport

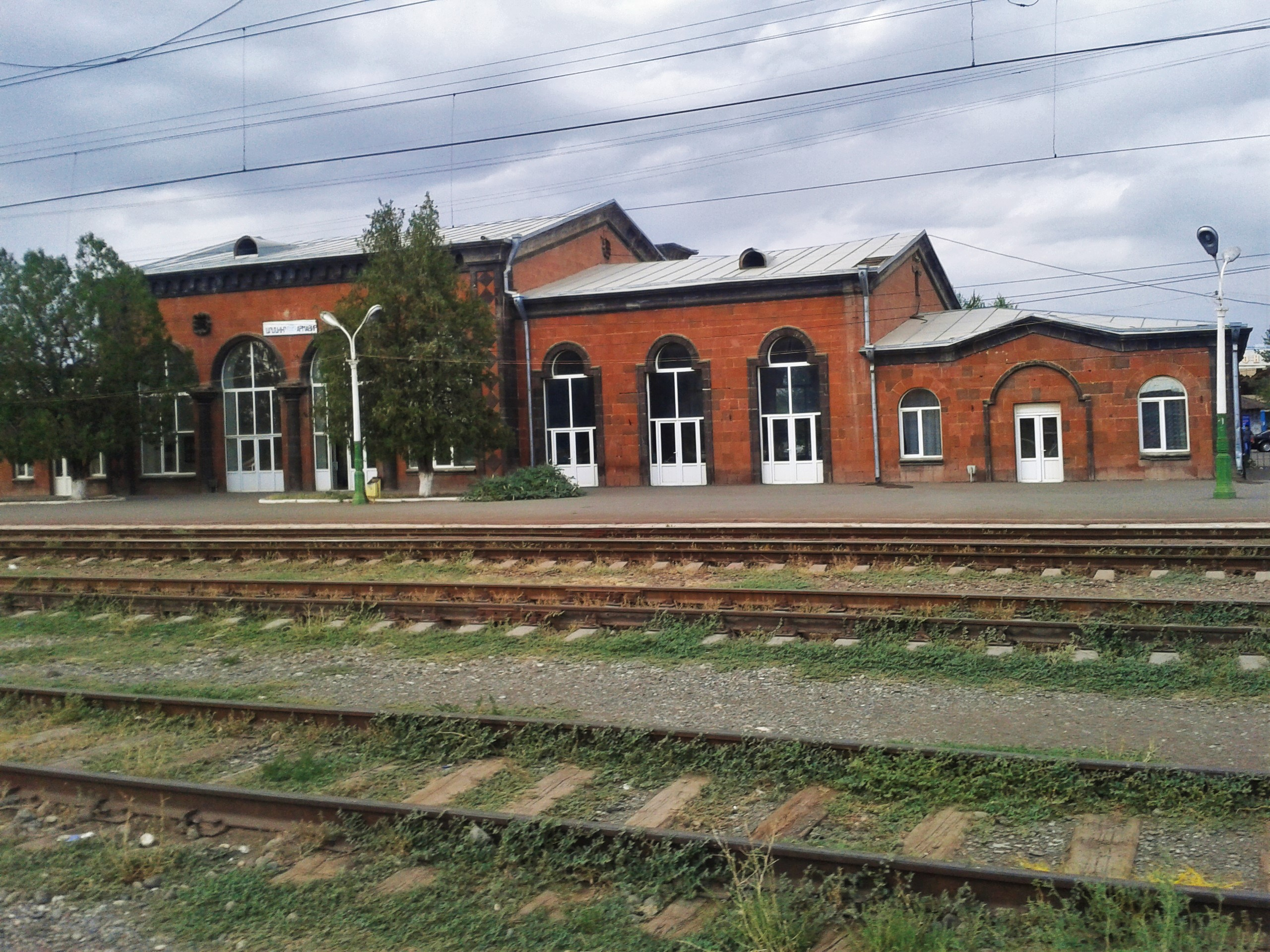
Estació de ferrocarril d'Armavir

La ciutat d'Armavir es va fundar sobre la base de l'estació de tren que funciona des de 1927, com a nus ferroviari entre Erevan i Leninakan/ Gyumri. L'estació va ser renovada als anys 2000. El novembre de 2009, l'estació es va dotar d'una locomotora elèctrica que connecta Armavir amb l'estació d'Aragatsavan i el nord-oest d'Armènia.
La ciutat també està connectada amb Erevan i Armènia central a través de l'autopista M-5. La carretera regional H-17 connecta Armavir amb Gyumri i altres parts del nord d'Armènia.

## Economia

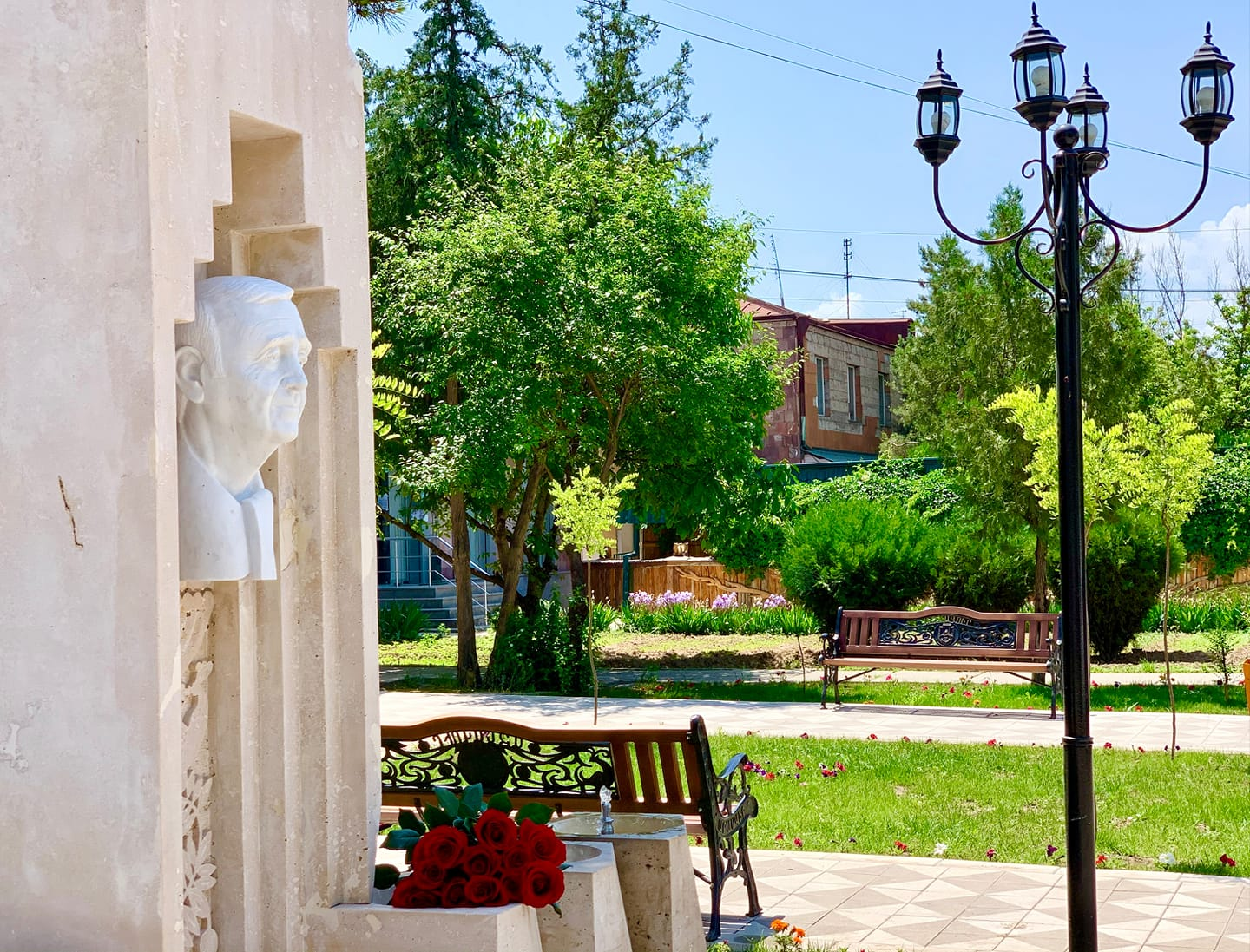
Parc de Charles Aznavour

Des de la seva fundació, Armavir s'ha anat desenvolupant progressivament com un important centre tant per a les indústries com per als serveis. La indústria de la ciutat es basa principalment en l'elaboració d'aliments i la producció de materials de construcció.
La fàbrica de cotó d'Armavir inaugurada l'any 1928 va ser la primera planta industrial de la població. La fàbrica de conserves Hoktemberyan, que es va obrir el 1943, es trobava entre les plantes de processament d'aliments més grans de la Unió Soviètica. La sucursal Armavir de l'Erevan Brandy Company funciona des de 1966. La fàbrica de vidre d'Armavir és un important productor d'envasos de vidre per a tota la república. Hi ha una instal·lació de tractament d'aigua als suburbis orientals de la ciutat.
Com a centre provincial, Armavir acull moltes sucursals de bancs destacats que operen actualment a Armènia.
La base aèria d'Armavir es va construir prop de la ciutat a principis del segle XX i es va convertir en un dels centres d'entrenament de pilots de reacció més grans per a la Força Aèria Soviètica.

## Educació
A partir del 2015, Armavir compta amb 10 escoles públiques, 12 llars d'infants, 2 escoles de grau mitjà, 3 escoles esportives i una escola per a nens amb necessitats especials. Armavir també és la seu del Tigran Mets Sports and Military College.
A la població també es troba el centre mèdic provincial d'Armavir.

## Esports

Plaça central de l'Armavir

El FC Armavir va ser el club de futbol que va representar la ciutat durant els anys soviètics. Va ser fundat l'any 1965 com a FC Sevan Hoktemberyan . Després de l'enfonsament de la Unió Soviètica, el FC Armavir va participar en les Lligues Armènies principalment durant la dècada de 1990. El club es va dissoldre l'any 2003 per dificultats financeres. El club solia jugar els seus partits a casa al Jubilee Stadium que té una capacitat per a 10.000 espectadors. El 1985, l'estadi va acollir un partit de grup durant el Campionat Mundial Juvenil de la FIFA organitzat per la Unió Soviètica. Actualment, està al servei dels equips joves de l'escola de futbol Armavir.
El febrer de 2017, la Federació de Futbol d'Armènia va iniciar la construcció d'una acadèmia de futbol a Armavir. Amb un cost aproximat de 3 milions de dòlars, la construcció està sent finançada conjuntament per la FFA, la UEFA i la FIFA. S'espera que estigui enllestit a l'octubre de 2019.
Les arts marcials com el judo, el muay thai sambo i el taekwondo també són populars a la ciutat. A Armavir se celebra anualment el torneig de la Copa Alcalde de judo. L'escola esportiva de la ciutat va ser totalment renovada l'any 2007.

## Ciutats agermanades
Armavir està agermanat amb:
- Allauch, France
- Armavir, Russia
- Feodosiya, Ukraine
- Shakhty, Russia
- Kerman, Iran